# L’enfer
L’enfer – singel belgijskiego muzyka Stromae’a, wydany 9 stycznia 2022 roku przez Universal Music Division Polydor.

## Lista utworów
- Digital download (9 stycznia 2022)[1]

1. „L’enfer” – 3:09

## Teledysk
Teledysk do utworu wyreżyserowany przez Stromae’a, Luka Van Havera, Coralie Barbier i Juliena Souliera został opublikowany 12 stycznia 2022 roku.

## Pozycje na listach
| Państwo           | Lista (2022)           | Najwyższa pozycja |
| ----------------- | ---------------------- | ----------------- |
| Belgia (Walonia)  | Ultratop 50 Singles    | 1                 |
| Belgia (Flandria) | Ultratop 50 Singles    | 1                 |
| Francja           | Top 200 Singles        | 1                 |
| Szwajcaria        | Singles Top 100        | 2                 |
| Holandia          | Dutch Top 40           | 6                 |
| Holandia          | Single Top 100         | 6                 |
| Niemcy            | Single Trending Charts | 11                |
| Rosja             | Tophit Radio Hits      | 20                |
| Ukraina           | Tophit Radio Hits      | 20                |

| Państwo | Certyfikat |
| ------- | ---------- |
| Francja | Platyna    |